# Крымский академический театр имени М. Горького
Кры́мский академи́ческий ру́сский драмати́ческий театр имени М. Горького — один из старейших драматических театров Российской империи, основан в Симферополе, в 1821 году купцом Волковым.
Здание театра является объектом культурного наследия народов России регионального значения и охраняется государством.

## Название театра
- С 1888 года театр именовался Симферопольским Дворянским, впоследствии — Театр Таврического дворянства;
- С сентября 1919 года — Театр Актёра
- В декабре 1920 года театр был объявлен государственным и стал называться Первым Советским театром;
- С 1921 по 1931 годы — Крымский государственный драматический театр;
- С 20 сентября 1932 года в ознаменование 40-летнего юбилея литературной и общественной деятельности основоположника пролетарской литературы М. Горького — Крымский государственный драматический театр им. М. Горького;
- В 1942—1944 годах во время немецкой оккупации — Симферопольский русский театр драмы и комедии;
- В 1946—1954 годах — Крымский областной драматический театр им. А. М. Горького;
- В 1960—1968 годах — Крымский русский драматический театр им. М. Горького;
- В 1968—1978 годах — Крымский государственный русский драматический театр им. М. Горького;
- В 1979—2014 годах, — Крымский академический русский драматический театр им. М. Горького
- В 2014—2016 годах — ГБУ РК «Крымский академический театр имени М. Горького».
- С 2016 года — ГБУ РК «Крымский академический русский драматический театр имени М. Горького»
- С 2018 года — ГАУК РК «Крымский академический русский драматический театр имени М. Горького»

## История театра

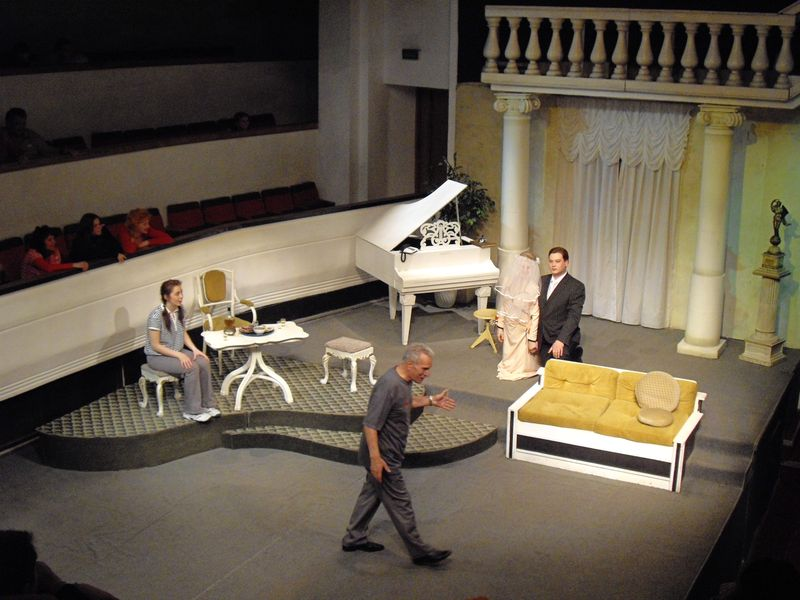

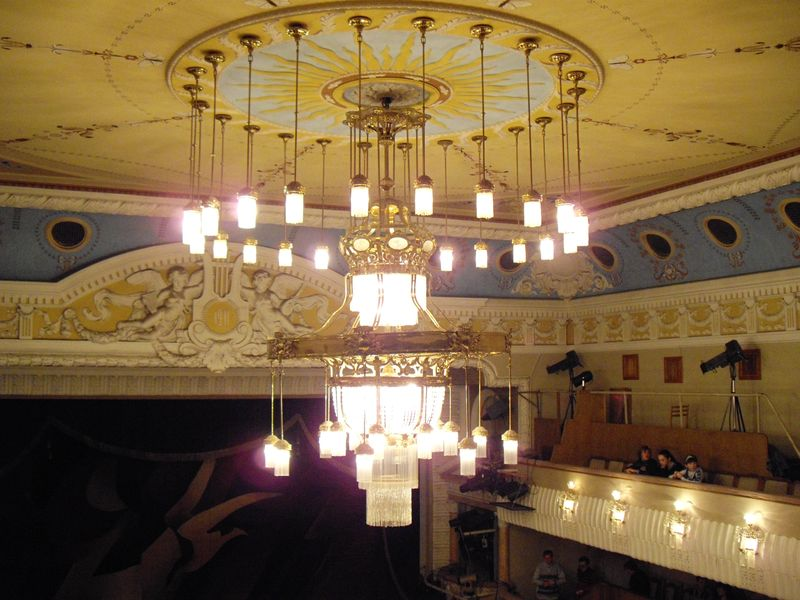

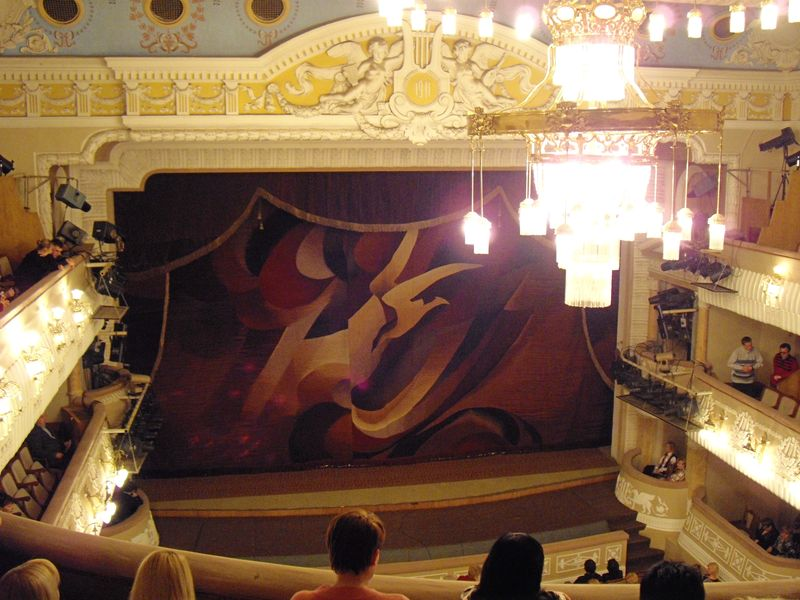

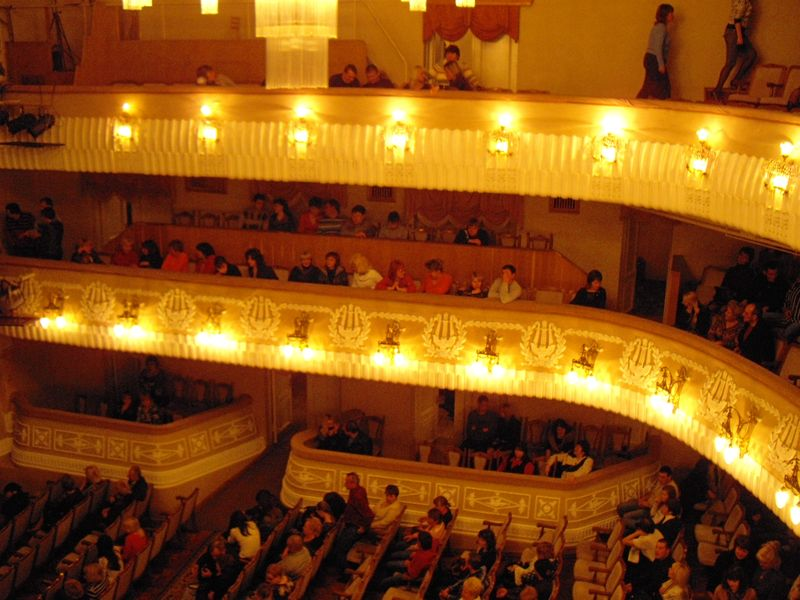

### До 1917
В 1820-е годы основателем театра стал московский купец Фёдор Григорьевич Волков (полный тёзка основателя русского театра), переехавший в Симферополь по рекомендации врачей. Он был большим театралом и арендовал большой казённый сарай при дворе дворянского собрания, в котором приезжие ставили своих лошадей. В сарае была устроена сцена, ложи, партер, пол устлан досками. Волков с любителями стал знакомить общество с произведениями Д. И. Фонвизина, А. П. Сумарокова и В. А. Озерова.
Сарай неоднократно перестраивался стараниями Алексея Васильевича Самойлова (директора Симферопольской мужской гимназии, сына актёра и художника В. В. Самойлова и брата актёра П. В. Самойлова), купца И. С. Чеха, и других. В 1873 году помещение театра было разобрано и построено новое — с фойе, сценой, зрительным залом на 410 мест, артистическими уборными, мастерскими, конторой и другими службами. Вестибюль и буфет размещались в соседнем здании Дворянского собрания.
На сцене преобладала театральная провинция XIX века — труппа бердянского купца Данилы Жураховского, «Компания актёров» Виноградова-Дудкина.
Иногда случались большие театральные события и на сцене провинциального театра выступали знаменитые актёры.
В 1911 году было построено современное здание театра. 11 апреля 1911 года городской голова В. А. Иванов произнёс речь на открытии Дворянского театра в Симферополе: «Этот день знаменует собой культурный праздник в жизни Симферополя, так как новое обширное здание театра с прекрасно оборудованной сценой широко открывает двери сценическому искусству…».

### С 1917 по 1941
Здание активно использовалось в политической и общественной жизни. В 1918 году здесь прошло торжественное открытие Таврического университета. В декабре 1920 года здесь выступал с докладом Н. А. Семашко, 7 — 9 ноября 1921 года состоялся Первый Всекрымский учредительный съезд Советов рабочих, крестьянских, красноармейских и флотских депутатов.
На сцене театра в годы социалистического строительства ставилась классика («Горе от ума» А. Грибоедова, «Разбойники» Ф. Шиллера и др.) и произведения современных драматургов. В сезоне 1926—1927 годов была поставлена «Любовь Яровая» К. Тренёва.
С 1925 по 1928 год работал в Крымгостеатре им. М. Горького в Симферополе работал впоследствии крупный театральный художник Н. Н. Медовщиков.
В последующие годы ставились «Шторм», «Штиль», «Луна слева» В. Билль-Белоцерковского, «Бронепоезд 14-69» В. Иванова, «Темп» Н. Погодина, «Гибель эскадры» А. Корнейчука и другие героико-революционные пьесы.

### В годы оккупации в 1942—1944
В годы оккупации театр не прекращал свою деятельность.
30 июня 1943 года в фойе театра открылся Центральный вербовочный пункт РОА в Крыму.
В театре действовала подпольная группа «Сокол», которую возглавили главный художник театра Н. А. Барышев и актриса А. Ф. Перегонец. В состав группы входили актёры Д. К. Добромыслов и его жена — 3. П. Яковлева, костюмеры И. Н. Озеров и Е. Я. Кучеренко, машинист сцены П. И. Чечёткин, уборщица П. Т. Ефимова, ученик художника О. А. Савватеев. Подпольщики вели разведывательную работу, поддерживали связь с крымскими партизанами. Они составили план Симферополя и нанесли на него разведанные ими военные объекты противника. Группа создала в театре тайник, замуровав комнату, где спрятали богатую коллекцию из 5 000 театральных костюмов, которую немцы планировали вывезти. Перед освобождением города гестапо напало на след группы и 10 апреля 1944 года, за три дня до освобождения города, подпольщики были расстреляны. В память о подпольщиках на здании установлена мемориальная доска, поставлен спектакль «Они были актёрами», в 1981 году снят одноимённый фильм. 12 мая 2010 года по телевизионному каналу «Россия 1» был показан документальный фильм режиссёра Александра Беланова «После премьеры — расстрел. История одного предательства».
Погибли во время войны известные актёры, заслуженные артисты РСФСР Яков Борисович Смоленский (Рывкин) и Анатолий Иванович Добкевич, муж А. Перегонец, который отказался стать городским головой оккупированного Симферополя.
При отступлении нацисты подожгли театр, но здание спасла оставшиеся на свободе костюмер Елизавета Яковлевна Кучеренко и старый рабочий бутафорской мастерской Андрей Сергеевич Карлов.

### С 1944
В 1977 году за спектакль «Они были актёрами» коллектив театра был удостоен Государственной премии СССР.
В 1979—1995 годах проведена реставрация здания.
Подавляющее большинство коллектива театра во главе с директором Анатолием Новиковым активно поддержало аннексию Крыма Российской Федерацией в 2014 году..
17 апреля 2018 года театр был закрыт на неопределённый срок из-за неисправности системы пожарной сигнализации, системы оповещения. Актёры театра опасались, что российские чиновники могут специально уничтожить объект ради использования его имущества в центре Симферополя. Подобные попытки, по словам артистов, неоднократно предпринимались с 2014 года. Прекращение работы русского театра драмы заблокировало деятельность Крымского театра кукол, коллектив которого работал в помещениях Русского театра после того, как крымские власти снесли здание кукольного театра. Студенты Театрального колледжа столкнулись с проблемами подготовки дипломных спектаклей на этих театральных площадках. В дальнейшем проблемы были успешно решены, и после назначения нового руководителя Владимира Магара театр возобновил активную деятельность.

## Здание театра
Здание первого крымского театра не сохранилось — в октябре 1979 года администрация драматического театра имени Горького (в лице главного режиссёра А. Г. Новикова) снесла его самовольно, несмотря на то, что памятник состоял на государственном учёте.
Основное здание современного театра построено в 1911 году по проекту академика архитектуры А. Н. Бекетова. В стиле неоклассицизма с элементами стиля модерн. Фронтон и портик богато украшены скульптурой (фигуры Аполлона Мусачета, Мельпомены, львов-грифонов, бюсты), зрительный зал и фойе — лепниной и росписью, мраморные лестницы — бронзовыми скульптурными изображениями рыцарей. Скульптор — О. И. Якобс.
В 1979—1995 годах проведена реставрация здания и на месте снесённого первого крымского театра пристроен новый корпус. На площади Советской расположен филиал театра.
Общая площадь зданий театра — 14 112 м².

## Руководители театра
Первыми руководителями театра в советское время были П. Рудин и Р. Унгерн.
- Рудин Павел Анатольевич — 1919—1924 гг., заслуженный артист РСФСР
- Унгерн Рудольф Адольфович — 1924—1926 гг.
- Варшавский Яков Абрамович — 1926—1927 гг.
- Полевой Пётр Александрович — 1927—1928 гг., заслуженный артист КрАССР
- Бертельс Борис Александрович — 1928—1935 гг., заслуженный артист КрАССР
- Полевой Пётр Александрович — 1935—1937 гг. заслуженный артист КрАССР
- Славянова Зинаида Михайловна − 1937—1941 гг., заслуженная артистка РСФСР
- Харламов Борис Валерианович — 1942—1944 гг.
- Эльстон Лев Михайлович — 1944—1948 гг. заслуженный артист РСФСР, заслуженный деятель искусств КрАССР
- Оглоблин Владимир Николаевич — 1949—1952 гг., заслуженный деятель искусств УССР, лауреат Государственной премии СССР
- Ипатов Виктор Максимович — 1952—1957 гг.
- Акинфиев Виктор Павлович — 1957—1961 гг., заслуженный артист Эстонской ССР
- Тимошин Валентин Петрович — 1961—1966 гг., народный артист УССР
- Ятковский Юрий Вячеславович — 1966—1972 гг., заслуженный деятель искусств УССР
- Новиков Анатолий Григорьевич — 1972—2017 гг. народный артист УССР, лауреат Государственной премии СССР
- Фёдоров Юрий Валентинович — 2017—2018 гг., заслуженный артист Украины
- Магар Владимир Владимирович — с 2018 г.

## Известные люди, связанные с театром
C 1 по 12 сентября 1846 года в 13 спектаклях («Москаль-чарівник», «Наталка-Полтавка», «Матрос», «Ревизор» и др.) выступал Щепкин М. С.. Выступали здесь основатели украинского театра — М. Л. Кропивницкий, Н. К. Садовский, М. К. Заньковецкая. Здесь проходили гастроли Ф. П. Горева, П. А. Стрепетовой, П. Н. Орленева, братьев Адельгейм, М. Г. Савиной, труппы Московского Художественного театра с чеховскими спектаклями. Во время гастролей по России в спектакле «Отелло» выступал выдающийся американский актёр-трагик Айра Олдридж.
На сцене симферопольского театра начинали свой творческий путь М. И. Царёв, Ф. Г. Раневская, Н. Н. Соснин, В. В. Кенигсон, Д. Н. Журавлёв, М. М. Названов, А. Голобородько.
В сезоне 1925—1926 годах музыкальной частью театра руководил И. О. Дунаевский.

## Известные спектакли театра
В сезон 1926—1927 в театре была поставлена «Виринея» Л. Сейфуллиной, в 1927—1928 — «Разлом» Б. Лавренёва, «Любовь Яровая» К. Тренёва.
Памяти погибшей подпольной группы «Сокол» посвящён спектакль «Они были актёрами» по пьесе В. Орлова и Г. Натансона. Постановочный коллектив спектакля в 1974 году был награждён Золотой медалью им А. Попова. В 1976 году театр гастролировал в Москве, где спектакль привлёк внимание прессы. В 1977 году за спектакль «Они были актёрами» коллектив театра был удостоен Государственной премии СССР. По пьесе был снят фильм «Они были актёрами» (1981).

## Наиболее значительные постановки
1. 1925 «Принцесса Турандот» К. Гоцци, муз. И. Дунаевского, ред. — Р. Унгерн
2. 1926 «Виринея» Л. Сейфуллиной, реж. — Р. Унгерн
3. 1927 «Любовь Яровая» К. Тренёв, реж. Я. Варшавский, П. Полевой
4. 1939 «Человек с ружьём» Н. Погодин, реж. З. Славянова
5. 1948 «Егор Булычов» М. Горький, реж. Е. Орлов
6. 1951 «Старик» М. Горький, реж. П. Гайдебуров
7. 1968 «Яков Богомолов» М. Горький, реж. Ю. Ятковский
8. 1972 «Царь Фёдор Иоаннович» А. Толстой, реж. А. Новиков
9. 1973 «Они были актёрами» Г. Натансон, В. Орлов, реж. А.Новиков
10. 1980 «Дядя Ваня» А.Чехов, реж. А. Новиков
11. 1985 «Новоселье в старом доме» А. Кравцов, реж. А. Новиков
12. 1988 «Фаворит» В. Пикуль, Г. Бодыкин, реж. А. Новиков
13. 1992 «Ричард III» В. Шекспир, реж. А. Новиков
14. 1994 «Как это делалось в Одессе» И. Бабель, О. Соболев, реж. В. Аносов
15. 1997 «Мастер и Маргарита» М. Булгаков, инсценировка А. Иващенко, реж. А. Новиков
16. 1999 «Ревизор» Н. Гоголь, реж. А. Новиков
17. 1999 «Поминальная молитва» Г. Горин, реж. А. Новиков
18. 2001 «Дети Ванюшина» С. Найдёнов, реж. А. Новиков
19. 2017 «Страсти по Торчалову» Н.Воронов, реж. Ю. Фёдоров
20. 2018 «Васса Железнова» М.Горький, реж. Ю. Фёдоров

## Награды театра
- Сталинская премия за спектакль «Старик» М. Горький (1951), режиссёр П. Гайдебуров
- Золотая медаль им. А.Попова (1974) за спектакль «Они были актёрами» Г. Натансон, В. Орлов, режиссёр А. Новиков
- Государственная премия СССР (1977) за спектакль «Они были актёрами» Г. Натансон, В. Орлов, режиссёр А. Новиков
- Государственные премии Автономной республики Крым за спектакли:
  - «Ричард III» В. Шекспир, режиссёр А. Новиков, 1992 г.
  - «Как это делалось в Одессе» И. Бабель, О. Соболев, режиссёр В. Аносов, 1994 г.
  - «Ревизор» Н. Гоголь, режиссёр А. Новиков, 2000 г.
  - Почётная грамота Верховной Рады Автономной республики Крым за спектакль «Они были актёрами» Г. Натансон, В. 0рлов, режиссёр А. Новиков, 2000 г.
- Благодарность Президента Российской Федерации (5 сентября 2011 года) — за вклад в популяризацию русского театрального искусства, сохранение русской культуры на Украине, укрепление дружбы и сотрудничества между Российской Федерацией и Украиной[12].

## Коллектив театра
- Наиболее яркие актёры в труппе в разные годы:

П. Вульф, Л. Риттер, Ф. Раневская, А. Голобородько, М. Царёв, Л. Бойко, Н. Соснин, Ю. Максимов, В. Кенигсон, П. Гайдебуров, А. Новиков, А. Перегонец, А. Теплов (1931—1933).
Численный состав коллектива Крымского академического русского драматического театра им. М. Горького — 230 человек, труппа — 50 человек.
- Народные артисты Украины:

- Бондаренко Анатолий Александрович
- Кучеренко Светлана Павловна
- Малыгина Наталия Яковлевна
- Навроцкий Виктор Николаевич
- Юрченко Валерий Иванович

- Заслуженные артисты Украины:

- Аносова Инна Викторовна
- Милиенко Валерия Николаевна
- Могилёва Людмила Николаевна
- Ющук Сергей Иванович
- Крючков Владимир Геннадиевич
- Юрова Людмила Юрьевна
- Фёдорова Людмила Борисовна
- Павлова Татьяна Анатольевна
- Бондзик Игорь Иванович
- Фёдоров Юрий Валентинович

- Заслуженные артисты России:
- Калганова Светлана Михайловна
- Заслуженные артисты АР Крым:

- Сорокина Елена Николаевна
- Бирюк Жанна Петровна
- Погосян Эльмира Валериковна
- Бирюкова Ирина Владимировна

Заслуженные артисты Республики Крым:
- Кундрюцкий Дмитрий Владимирович
- Овчаренко Кристина Игоревна
- Ерёменко Дмитрий Александрович
- Островская Юлия Александровна
- Кашин Игорь Павлович